# Get It Right
Get It Right è un album della cantante soul statunitense Aretha Franklin, pubblicato nel 1983 dalla Arista Records. L'album fu un fallimento commerciale e di critica vendendo circa 200.000 copie negli U.S.A.

## Tracce
1. Get It Right
2. Pretender
3. Every Girl (Wants My Guy)
4. When You Love Me Like That
5. I Wish It Would Rain
6. Better Friends Than Lovers
7. I Got Your Love
8. Giving In